# Chiswick Records
Chiswick Records was een Brits onafhankelijk platenlabel, dat in 1975 opgericht werd door Ted Carroll en Roger Armstrong, die samen de platenwinkel Rock On Records runden in Camden Town. Later voegde Trevor Churchill, die vroeger bij EMI had gewerkt, zich bij Carroll en Armstrong. Onder Churchill werd de onderneming een naamloze vennootschap, Swift Records Ltd., die als Chiswick Records platen uitbracht. Hun eerste productie was Speedball, een ep van de Count Bishops (later kortweg Bishops), gemaakt voor een totale kostprijs van 300 dollar.
Chiswick Records floreerde in de hoogdagen van de punk. Het bracht vroege platen uit van pub rocker Billy Bragg, Kirsty MacColl en verder onder meer punkpioniers The Damned, Radio Stars, de Ierse punkrockers The Radiators from Space en The 101ers, een groep met Joe Strummer, die naar The Clash overstapte nog voor hun single Keys to your Heart in 1976 was uitgebracht.
Het label bracht ook het debuutalbum van Motörhead en van de originele Skrewdriver uit. Driver's Seat van Sniff 'n' the Tears was een grote hit voor Chiswick in 1980.
In 1977 sloot het label een distributie-overeenkomst af met EMI.
Op het sublabel Ace Records werden vanaf 1978 Amerikaanse "golden oldies" heruitgebracht. Ace Records verkreeg de rechten op het repertoire van Amerikaanse rock-'n-roll- en rhythm-and-blues-labels zoals Modern Records (B.B. King, John Lee Hooker ...), Cadence Records (The Everly Brothers, The Chordettes...), Specialty Records (Little Richard, Sam Cooke...) en vele kleinere labels.
Chiswick Records hield op in 1983, toen punk over zijn hoogtepunt was. Ace Records bleef echter bestaan en is verder blijven groeien, met eigen sublabels Kent, Cascade en Big Beat.